# Sarv-e Nāv-e Soflá
Sarv-e Nāv-e Soflá (persiska: سرو ناو سفلی) är en ort i Iran.   Den ligger i provinsen Kermanshah, i den västra delen av landet, 400 km väster om huvudstaden Teheran. Sarv-e Nāv-e Soflá ligger 1 526 meter över havet och antalet invånare är 615.
Terrängen runt Sarv-e Nāv-e Soflá är kuperad åt nordost, men åt sydväst är den platt.Runt Sarv-e Nāv-e Soflá är det ganska tätbefolkat, med 185 invånare per kvadratkilometer. Närmaste större samhälle är Kermānshāh, 18,7 km norr om Sarv-e Nāv-e Soflá. Trakten runt Sarv-e Nāv-e Soflá består till största delen av jordbruksmark.